# لس تروینس
لس تروینس (انگلیسی: Les Troyens) یک  نمایش اپرای فرانسوی  ساخته هکتور برلیوز است  لیبرتوی این اپرا  از منظومه انه‌اید الهام گرفته است.